# 11118 Modra
11118 Modra (1996 PK) là một tiểu hành tinh vành đai chính được phát hiện ngày 9 tháng 8 năm 1996 bởi A. Galad và D. Kalmancok ở Đài thiên văn Modra ở Slovakia.